# 三国志12
《三国志12》是日本公司光榮特庫摩遊戲制作及发行的一款PC電子遊戲，是三国志系列的第12作。在2011年9月15日舉行的东京电玩展2011展会上正式发布了《三国志12》的消息，并於2012年4月20日推出。《三国志12》在前几作的基础上增加更多新要素，游戏风格也较前几作有很大区别。此外，《三国志12》还将登陆平板电脑，会根据平板电脑的特性增加触摸屏操作等特殊功能。
2012年4月20日，《三国志12》在日本正式发售，繁體中文版則于2012年8月23日在台灣发售。游戏插画设计仍然由长野刚担任。
前作因对学者引用建立成家的公孙述与袁术对比产生误读而误设袁术的默认国号为“成”，自《三国志12》起修正为“仲”。

## 评价
游戏在推出開始時就出现眾多争议，所加入的一些新元素（剧情，秘策，請求異民族）大受好评，但自由度较低，武將數量從600多位消除至400多位，沒有魅力值，內政工作被大幅簡化，无水战，無舌戰，不能徵兵，每月資金會被扣除，用來支付武將俸祿，戰爭時不能隨意自由選擇與敵軍武將進行單挑，如果無法攻破對手城池，就會算是我方敗北，游戏图片直接使用《三國志X》及《三国志11》，戰爭模式界面抄襲《信長之野望·天下創世》，且游戏地图画面轉為2D，比上一代《三国志11》的全3D地图不进反退等则受到恶评。反倒是人物設計圖像華麗豐富及連線對戰模式有著良好評價。
- (1) 立繪改善

根據光榮30週年的三國志武將大名鑑一書中，三國志12登場武將達708位，武將頭像創新採取半身立繪(360*512像素)，更別於三國志9代至11代頭像繪(240*240像素)。
- (2) 線上對戰三部曲

三國志在玩家對戰發展上有三款遊戲發展，一是1999年左右的三國志INTERNET，二是2002年三國志Battlefield，三是2012年的三國志12。三國志12在遊戲本身與前兩款一樣，除了玩單機(OFFICE)之外也支持線上對戰模式，遊戲PC平台伺服器分為日服與台服，PS3.PSV.PS4共通平台一個PS伺服器。三國志12本身遊戲節奏快速，部隊操控不少元素從2002年三國志Battlefield繼承。
- (3) 有別於手遊的課金對戰遊戲

雖然支援WINDOWS的平版，方便觸控遊玩，但是依舊無法在手機上操作，而對戰在PC平台無法課金，但是在PS服課金來取得國力來抽取卡片，使得遊戲變成集卡遊戲。而在2018年8月30日PS服線上五週年時，PS Store刪去了金錢消費國力選項，遊戲而走向免費化。
- (4) 對戰版的線上紛爭
  - (A) Alpha-Activation認證次數三次：光榮第一次導入的正版認證系統，一套遊戲綁定一組序號，但是重安裝，或是變更網路，升級電腦都會消耗認證數，三次用完必須得反應給該地區客服解鎖。
  - (B) 惡意拔線損壞對手電腦事件：對戰PC版初期，不良玩家用控制網速軟體導致對手對戰系統白頻當機，意圖減少對戰玩家，因當對方當機時，遊戲系統會判斷當機者作弊而關入有時限的黑牢，對戰玩家俗稱為小黑屋，在小黑屋玩家內只能互連，無法與外部玩家連線，而連線機制是三人線上才能成局。
  - (C) 互查遊戲IP紛爭：因PC惡意拔線引發部份玩家恐慌，在對戰相連時使用可得知對方IP軟體進而拒絕對戰或反制，此法對於惡意玩家即使遊戲改名亦能得知對方帳號來源。
  - (D) PS服國力複製與不減事件：PS服已更新改善BUG，並公告補嘗PS4每帳號9000國力。
  - (E) 工作室洗排名與2CH紛爭：PS服每週大會50名內獎品優渥，中國大陸多帳玩家洗分或拖延其他參賽玩家引發2CH討論與抗議。

## 遊戲劇本

### 本體
- ⑴ 184年 2月　黃巾之亂
- ⑵ 190年 1月　反董卓聯盟
- ⑶ 195年 1月　群雄割據
- ⑷ 198年 1月　呂布討伐戰（隱藏劇本）
- ⑸ 200年 5月　官渡之戰
- ⑹ 207年 9月　三顧之禮
- ⑺ 211年 7月　潼關之戰（隱藏劇本）
- ⑻ 214年 6月　益州平定
- ⑼ 251年 1月　英雄集結（假想劇本）
- ⑽ 251年 1月　信長轉生（假想、隱藏劇本）

### 威力加強版
劇本追加與PS3國替系統
- PK1 187年 7月　漢朝騷亂
- PK2 193年 4月　徐州變遷
- PK3 200年10月　霸王袁紹（假想劇本）
- PK4 208年 8月　赤壁之戰
- PK5 219年 7月　漢中王劉備
- PK6 223年 8月　五路侵攻戰
- PK7 西元前246年1月　戰國七雄（假想劇本）
- PK8 198年 1月　皇帝袁術（PS3假想劇本）
- PK9 220年 3月　曹家分裂（PS3假想劇本）

制霸模式--軍師制霸
- 無星關卡 博望坡之役（獎勵徐庶/法正/馬超）
- 一星關卡 兗州之戰（獎勵荀彧/曹洪/夏侯惇）
- 二星關卡 虎勞關之戰（獎勵李儒/華雄/董卓）
- 二星關卡 樊城之戰（獎勵呂蒙/甘寧/孫堅）
- 二星關卡 合肥之戰（獎勵曹仁/荀攸/張遼）
- 三星關卡 官渡之戰（獎勵郭嘉/張郃/關羽）
- 三星關卡 南中之戰（獎勵兀突骨/祝融/孟獲）
- 三星關卡 雒城之戰（獎勵龐統/魏延/黃忠）
- 四星關卡 夷陵之戰（獎勵徐盛/孫權/陸遜）
- 四星關卡 潼關之戰（獎勵賈詡/龐德/夏侯淵）
- 四星關卡 徐州之戰（獎勵陳宮/高順/呂布）
- 五星關卡 江東之戰（獎勵周泰/太史慈/孫策）
- 五星關卡 街亭之戰（獎勵鄧艾/徐晃/曹操）
- 五星關卡 漢中之戰（獎勵趙雲/張飛/劉備）
- 五星關卡 古之戰（獎勵司馬懿/周瑜/諸葛亮）

## 出演聲優
- 中尾良平（另有出演無双系列的關平、丁奉）
- 福原耕平（另有出演無双系列的神農）
- 川津泰彦（另有出演無双系列的黃忠、張角）
- 堀之紀（另有出演無双系列的呂蒙、董卓）
- 宮崎寬務（另有出演無双系列的柳生宗矩、陳宮）
- 鈴木賢
- 赤羽根健治（另有出演無双系列的夏侯霸）
- 高塚正也（另有出演無双系列的直江兼續、黑田官兵衛）
- 江川央生（另有出演無双系列的曹仁、石川五右衛門、島津義弘）
- 宮坂俊藏（另有出演無双系列的哪吒）
- 荒井聰太
- 牛田裕子（另有出演無双系列的呂玲綺）
- 齊藤佑圭（另有出演無双系列的井伊直虎）
- 三上枝織（另有出演無双系列的關銀屏）
- 佐佐木愛